# روبرت آرثر (ممثل)
روبرت آرثر (بالإنجليزية: Robert Arthur)‏ مواليد 18 يونيو 1925 في أبردين، الولايات المتحدة - الوفاة 1 أكتوبر 2008 في أبردين، الولايات المتحدة، هو ممثل أمريكي بدأ مسيرته الفنية سنة 1945.

## الأعمال
- ميلدرد بيرس
- أم ترتدي السراويل الضيقة

## روابط خارجية
- روبرت آرثر على موقع IMDb (الإنجليزية)
- روبرت آرثر على موقع إن إن دي بي (الإنجليزية)
- روبرت آرثر على موقع قاعدة بيانات الفيلم (الإنجليزية)